# Hugo Backman
Hugo Robert Backman, född den 1 juli 1897 i Malmö, död där den 27 juli 1976, var en svensk jurist.
Backman avlade studentexamen i Kristianstad 1915 och juris kandidatexamen vid Lunds universitet 1919. Han blev extra ordinarie notarie i Skånska hovrätten sistnämnda år, genomförde tingstjänstgöring i Vemmenhögs, Ljunits och Herrestads domsaga 1921–1924, blev auskultant i Skånska hovrätten 1924, tillförordnad fiskal där samma år, adjungerad ledamot 1926, assessor 1927, tillförordnad revisionssekreterare 1932, hovrättsråd i Skånska hovrätten 1933, särskild skiljedomare i arbetstvister 1939 och ledamot av statens sockernämnd 1941. Backman var ersättare för vice ordföranden i arbetsdomstolen 1933–1936, ombudsman i Malmö sparbank 1936–1967, medlem av dess styrelse 1942–1967 och divisionsordförande i Skånska hovrätten 1939–1964, med titeln lagman från 1947. Han blev riddare av Nordstjärneorden 1936, kommendör av andra klassen av samma orden 1945 och kommendör av första klassen 1951.
Hugo Backman var son till trafikchef Carl Willhelm Backman och Cecilia Nilsson. Han gifte sig 1927 med Greta Backman, född Forsmark (1903–1954), dotter till häradsskrivare Pontus Forsmark och Ellen Persson. Makarna Backman är gravsatta på Östra kyrkogården i Malmö.